# Sítio Cercado
Sítio Cercado é um bairro situado na região sul da cidade brasileira de Curitiba, Paraná.

## História
Laurindo Ferreira de Andrade adquiriu um sítio, localizado ao sul da cidade de Curitiba, que era cercado pelas águas dos arroios da Padilha, Cercado e Boa Vista (deste aspecto geográfico surgiu o nome do bairro) e estas terras serviam de pouso para os tropeiros que passavam por ali. Na década de 1940, estas terras foram divididas entre os familiares do sr. Laurindo, incluindo Isaac Ferreira da Cruz (atualmente nome da principal avenida do bairro), que transformaram em plantações de hortaliças, feijão, arroz e milho e a partir de 1946, também foram sendo vendidas em pequenos loteamentos, sendo as vendas intensificadas na década de 1960. Em 1979 a Cohab-CT implantou os conjuntos habitacionais Parigot de Souza, Guaporé e São João Del’Rey e em 1992 surgiu o loteamento Bairro Novo.

## Principais características e pontos de referências
O bairro foi o primeiro no Paraná a receber o projeto Museu da Periferia (MUPE Sítio Cercado, iniciado em 2011), um novo conceito de museu social, onde a comunidade local transmite, através de vários eventos e ações, o conhecimento e a história das localidades.
Sua principal via é a Avenida Izaac Ferreira da Cruz, onde se encontra a área comercial.
Outra referência do bairro é o "Parque do Semeador", principal ponto de lazer e na prática de atividades físicas. Com uma área de 26 mil m2, possui academia ao ar livre e pista de caminhada. Em 2010, o parque recebeu a renomada banda Os Mutantes no evento Curitiba 12 Horas e em 2018 recebeu a dupla sertaneja Pedro Paulo e Alex na comemoração da vitória do Ratinho Junior.

## Xapinhal
Xapinhal é uma vila localizada no bairro Sítio Cercado, originada entre 1983 e 1984 e o seu nome vem da junção do nome dos bairros Xaxim, Pinheirinho e Alto Boqueirão. Oficialmente o nome da vila é vila Nossa Senhora Aparecida da Luta.